# Ronald Firbank
Arthur Annesley Ronald Firbank, més conegut com a Ronald Firbank (Londres, 17 de gener de 1886 - Roma, 21 de maig de 1926) fou un novel·lista britànic.

## Biografia
Ronald Firbank va néixer a Londres, fill de Harriet Jane Garrett i del polític i magnat ferroviari Thomas Firbank. Des de molt jove es va sentir atret per la vocació literària, escrivint relats, poemes i obres de teatre. Va estudiar al Uppingham School, i després al Trinity Hall de Cambridge. Es va convertir al catolicisme el 1907; aquesta conversió seria un conflicte permanent en si mateix, donada la seva homosexualitat. El 1909 va abandonar Cambridge, sense completar la seva carrera.
Va viatjar al voltant del món, recorrent Espanya, Itàlia, el Carib, Orient Mitjà i el nord d'Àfrica. Aquests llocs serien després ambients per a les seves obres. Ronald Firbank va morir als 40 anys, per una afecció en els pulmons mentre estava a Roma.

## Obra
Entre les seves principals influències es trobaven els escriptors britànics de finals de segle, Oscar Wilde, Maurice Maeterlinck i Ernest Dowson. Va publicar el seu primer llibre, Odette d'Antrevernes, el 1905 abans d'anar a Cambridge. Des d'aquest moment, va produir sèries de novel·les, des de The Artificial Princess (escrita el 1915, publicada pòstumament el 1934) i Vainglory (de 1915, el seu treball més llarg) a Concerning the Eccentricities of Cardinal Pirelli (1926, també d'edició pòstuma).
A més, els seus Complete Short Stories (relats curts) es van publicar en un sol volum el 1990 editat per Steven Moore, i les seves Complete Plays (obres de teatre) el 1991 en un volum contenint The Princess Zoubaroff, The Mauve Tower i A Disciple from the Country.
Ronald Firbank va deixar entre els seus manuscrits un esbós dels principals capítols d'una obra ambientada a Nova York, anomenada The New Rythum [sic], publicada el 1962 després de la venda de molts dels seus manuscrits i cartes.
- The Fairies Wood, 1904
- The Mauve Tower, 1904 (publicada pòstumament)
- Impression d'automne, 1905
- Odette d'Antrevernes, 1905
- A Study in Temperament, 1905
- Lady Appledore's Mésalliance: an artificial pastoral, 1908
- The Artificial Princess, 1915
- Vainglory, 1915
- Inclinations, 1916
- Caprice, 1917
- Valmouth, 1919
- The Princess Zoubaroff, 1920
- The Flower Beneath The Foot, 1923
- Prancing Nigger aka Sorrow in Sunlight, 1925
- Concerning the Eccentricities of Cardinal Pirelli, 1926
- The New Rythum, començada el 1926; fragments publicats pòstumament
- A Disciple from the Country